# Полавено
Полавено (італ. Polaveno) — муніципалітет в Італії, у регіоні Ломбардія, провінція Брешія.
Полавено розташоване на відстані близько 460 км на північний захід від Рима, 75 км на схід від Мілана, 18 км на північний захід від Брешії.
Населення — 2592 особи (2014).

## Демографія
Населення за роками:

Станом на 1 січня 2023 року в муніципалітеті офіційно проживало 129 іноземців з 20 країн, серед них 32 громадяни країн Євросоюзу та 7 громадян України.

## Сусідні муніципалітети
- Бріоне
- Гардоне-Валь-Тромпія
- Ізео
- Монтічеллі-Брузаті
- Оме
- Сале-Маразіно
- Сареццо
- Сульцано